# Sabine Mandak

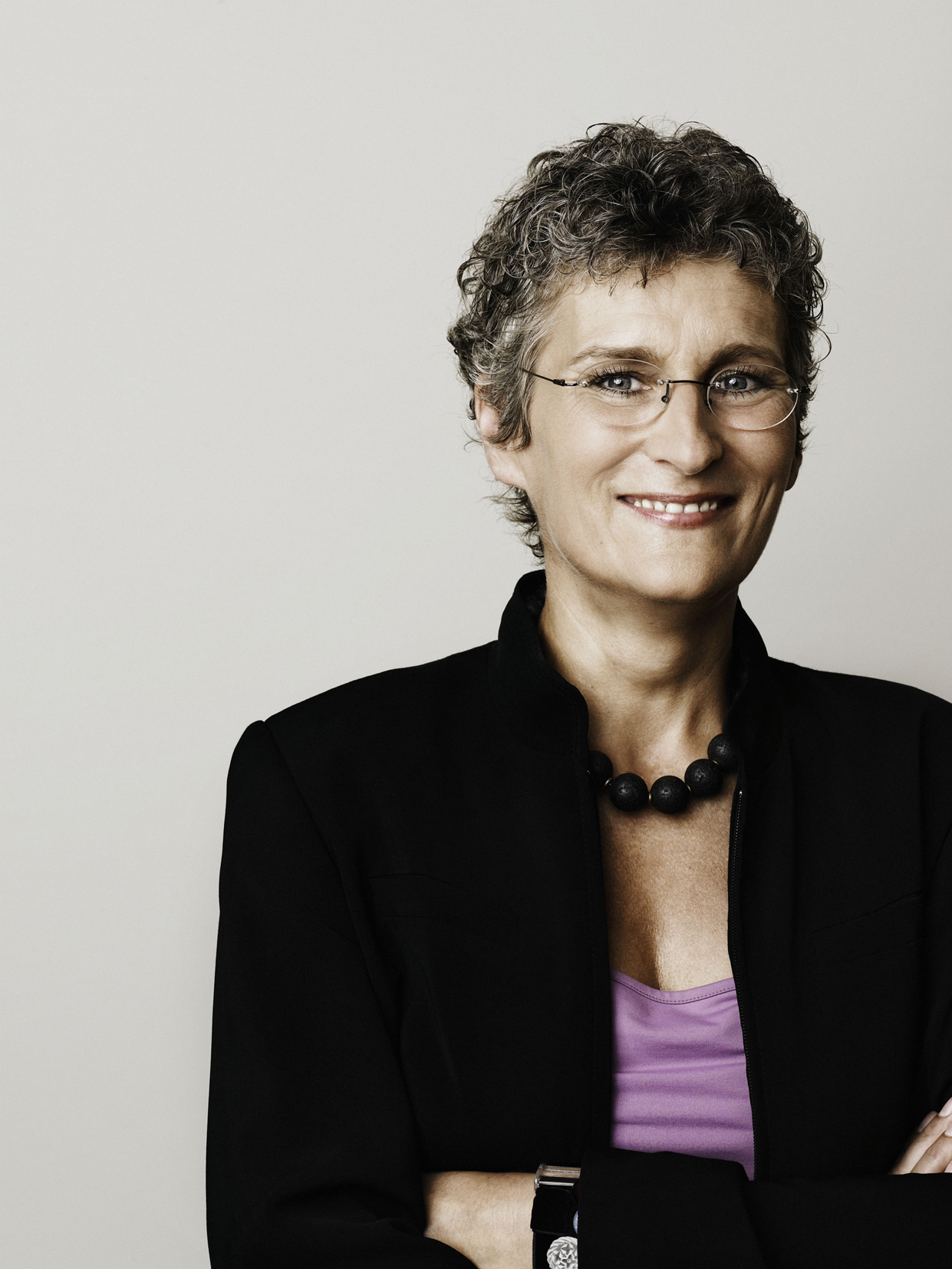
Sabine Mandak

Sabine Mandak (* 10. September 1956 in Wiener Neustadt) ist eine österreichische Politikerin (Grüne) und ehemalige Abgeordnete zum österreichischen Nationalrat und Familien-, Jugend- und SeniorInnensprecherin der Grünen.

## Leben
Sabine Mandak studierte von 1974 bis 1980 an der Universität Salzburg Anglistik und Publizistik und besuchte in den Jahren 1976 und 1977 den Hochschullehrgang für Fremdenverkehr an der Universität Salzburg, ferner studierte sie von 1980 bis 1992 Erziehungs- und Sozialwissenschaften an der Fernuniversität Hagen. Von 1992 bis 1999 war sie pädagogische Mitarbeiterin beim Katholischen Bildungswerk Vorarlberg. Sabine Mandak hat zwei Töchter, lebt heute in Graz, ist verheiratet mit DI Hans Peter Aufinger und heißt jetzt Sabine Mandak-Aufinger.

## Politische Laufbahn
Sabine Mandak war von 1989 bis 2008 Mitglied der grünen Gemeinde-Organisation von Feldkirch in Vorarlberg, Die Grünen – Feldkirch blüht. Seit 1990 war sie Stadtvertreterin in Feldkirch und von 1995 bis 2002 Mitglied der Feldkircher Stadtregierung. Als Stadträtin war sie für die Bereiche Umwelt und Abfallwirtschaft verantwortlich.
Gleichzeitig war sie von 1999 bis 2002 Abgeordnete zum Vorarlberger Landtag. Sie war von 1999 bis 2008 Mitglied des erweiterten Bundesvorstandes der Grünen, Mitglied des Landesparteivorstandes der Grünen in Vorarlberg und Frauensprecherin der Vorarlberger Grünen.
Im Nationalrat war sie von Dezember 2002 bis November 2008, u. a. als Obfraustellvertreterin im Familienausschuss, als Mitglied des Gleichbehandlungs- und Unterrichtsausschusses sowie Ersatzmitglied des Ausschusses für Arbeit und Soziales. Bei der Nationalratswahl in Österreich 2008 kandidierte Sabine Mandak nicht mehr und beendete somit ihre politische Arbeit nach 20 Jahren.

## Auszeichnungen
- Großes Goldenes Ehrenzeichen für Verdienste um die Republik Österreich (2009)[1]